# Surferka z charakterem
Surferka z charakterem (ang. Soul Surfer) – amerykański film biograficzny z gatunku dramat z 2011 roku w reżyserii Seana McNamary, oparta na podstawie autobiografii z 2004 roku Soul Surfer: A True Story of Faith, Family, and Fighting to Get Back on the Board autorstwa Bethany Hamilton. Główne role w filmie zagrali AnnaSophia Robb, Helen Hunt, Dennis Quaid, Lorraine Nicholson i Carrie Underwood. Film oparty na faktach.
Premiera filmu odbyła się 8 kwietnia 2011 w Stanach Zjednoczonych i w Kanadzie.

## Opis fabuły
Akcja filmu rozgrywa się w roku 2003 i opowiada historię trzynastoletniej amerykańskiej dziewczyny Bethany Hamilton (AnnaSophia Robb), mistrzyni surfingu, która mieszka na wyspie Kauaʻi na Hawajach ze swoimi rodzicami Tomem (Dennis Quaid) i Cheri (Helen Hunt) oraz dwoma braćmi Noah (Ross Thomas) i Timmym (Chris Brochu). Pewnego dnia podczas leżenia, odpoczywając na desce surfingowej zostaje zaatakowana przez krwiożerczego rekina, który gryzie jej lewą rękę. Zaraz po wyjściu ze szpitala Bethany musi stawić czoła faktowi, że jej dotychczasowe życie uległo bezpowrotnej zmianie. Pomimo niepełnosprawności postanawia wrócić do sportu. Dziewczyna jest przekonana, że wiara w Boga i wsparcie rodziców pomogą jej osiągnąć cel.

## Obsada
- AnnaSophia Robb jako Bethany Hamilton
- Helen Hunt jako Cheri Hamilton
- Dennis Quaid jako Tom Hamilton
- Carrie Underwood jako Sarah Hill
- Kevin Sorbo jako Holt Blanchard
- Ross Thomas jako Noah Hamilton
- Chris Brochu jako Timmy Hamilton
- Lorraine Nicholson jako Alana Blanchard
- Jeremy Sumpter jako Byron Blanchard
- Sonia Balmores Chung jako Malina Birch
- Craig T. Nelson jako doktor David Rovinsky
- Cody Gomes jako Keoki
- Branscombe Richmond jako Ben

## Produkcja
Zdjęcia do filmu kręcono na wyspach Kauaʻi i Oʻahu na Hawajach w Stanach Zjednoczonych.

## Odbiór

### Krytyka w mediach
Film Surferka z charakterem spotkał się z mieszanymi recenzjami od krytyków. W serwisie Rotten Tomatoes średnia ocen filmu wyniosła 46% ze średnią oceną 5,3 na 10. Na portalu Metacritic średnia ocen wyniosła 53 punktów na 100.

## Nagrody i nominacje
| Rok  | Miejsce                           | Nagroda               | Kategoria                  | Odbiorcy i nominowani  | Wynik     |
| ---- | --------------------------------- | --------------------- | -------------------------- | ---------------------- | --------- |
| 2011 | Teen Choice Awards                | Teen Choice           | Ulubiony dramat kinowy     | Surferka z charakterem | Nominacja |
| 2011 | Teen Choice Awards                | Teen Choice           | Ulubiona aktorka dramatu   | AnnaSophia Robb        | Nominacja |
| 2011 | 15. ceremonia wręczenia Satelitów | Satelita              | Najlepsza muzyka           | Marco Beltrami         | Wygrana   |
| 2012 | People’s Choice Award             | Kryształowa Statuetka | Ulubiona adaptacja książki | Surferka z charakterem | Nominacja |